# Penny Cyclopædia

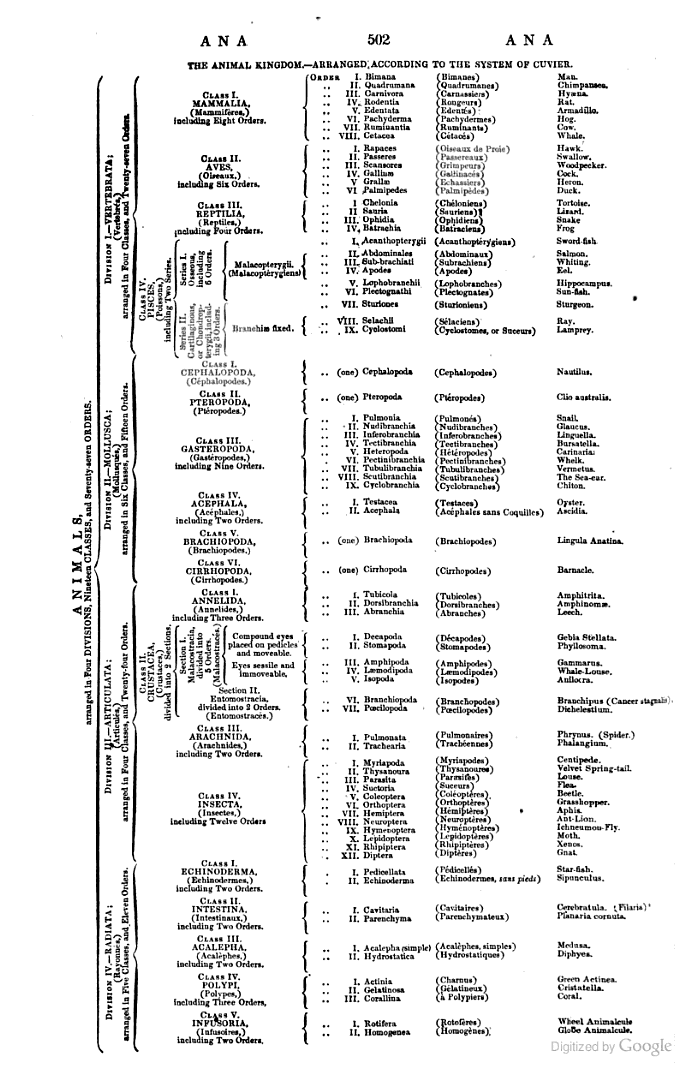

La Penny Cyclopædia of the Society for the Diffusion of Useful Knowledge est une encyclopédie qui visait à répandre le savoir dans les couches populaires de la société britannique. Elle fut produite par The Society for the Diffusion of Useful Knowledge (Société pour la diffusion du savoir utile) et publiée par Charles Knight à Londres. Elle compte 27 petits volumes (1833-1843) et deux suppléments (1851-1856).
L'ouvrage était placé sous la direction scientifique de l'érudit George Long (1800-1879), qui fut le premier professeur de langues anciennes à l'Université de Virginie, devint un membre important de la Society for the Diffusion of Useful Knowledge et contribua à fonder la Royal Geographic Society.
Les articles étaient plus courts que dans la Britannica afin de faciliter la consultation par un public non spécialisé.
Contrairement à ce que peut laisser penser le titre de cet ouvrage, chaque volume se vendait au prix de 7 shillings et 6 pence. L'éditeur perdit dans cette aventure la somme de 40 000 livres.

## Volumes
- Vol. 1. A-And - 1833
- Vol. 2. And-Ath - 1834
- Vol. 3. Ath-Bas - 1835
- Vol. 4. Bas-Blo - 1835
- Vol. 5. Blo-Buf - 1836
- Vol. 6. Buf-Cha - 1836
- Vol. 7. Cha-Cop - 1837
- Vol. 8. Cop-Dio - 1837
- Vol. 9. Dio-Ern - 1837
- Vol. 10. Ern-Fru - 1838
- Vol. 11. Fue-Had - 1838
- Vol. 12. Had-Int - 1838
- Vol. 13. Int-Lim - 1839
- Vol. 14. Lim-Mas - 1839
- Vol. 15. Mas-Mur - 1839
- Vol. 16. Mur-Org - 1840
- Vol. 17. Org-Per - 1840
- Vol. 18. Per-Pri - 1840
- Vol. 19. Pri-Ric - 1841
- Vol. 20. Ric-Sca - 1841
- Vol. 21. Sca-Sig - 1841
- Vol. 22. Sig-Ste - 1842
- Vol. 23. Ste-Tai - 1842
- Vol. 24. Tai-Tit - 1842
- Vol. 25. Tit-Ung - 1843
- Vol. 26. Ung-Wal - 1843
- Vol. 27. Wal-Zyg - 1843
- Supplément - Vol. 1. Aba-Gyr - 1845
- Supplément - Vol. 2. Hab-Zin - 1846
- Second supplément - 1858